# Draft WNBA 2019
Il Draft WNBA 2019 fu il ventitreesimo draft tenuto dalla WNBA e si svolse il 10 aprile 2019 al Nike Headquarters a New York.

## Primo giro
|   | Indica un giocatore che è stato selezionato per almeno un All-Star Game ed è inserito in un All-NBA Team |
|   | Indica una giocatrice che è stata selezionata per almeno un All-Star Game                                |
| * | Indica la giocatrice che ha vinto il titolo di Rookie of the Year                                        |
|   | Indica una giocatrice che non ha mai giocato una partita in WNBA                                         |

| Scelta | Giocatrice          | Nazionalità | Squadra WNBA       | College/Squadra di club |
| ------ | ------------------- | ----------- | ------------------ | ----------------------- |
| 1      | Jackie Young        | Stati Uniti | Las Vegas Aces     | N. Dame F. Irish        |
| 2      | Asia Durr           | Stati Uniti | New York Liberty   | Louisville Cardinals    |
| 3      | Teaira McCowan      | Stati Uniti | Indiana Fever      | MSU Bulldogs            |
| 4      | Katie Lou Samuelson | Stati Uniti | Chicago Sky        | UConn Huskies           |
| 5      | Arike Ogunbowale    | Stati Uniti | Dallas Wings       | N. Dame F. Irish        |
| 6      | Napheesa Collier *  | Stati Uniti | Minnesota Lynx     | UConn Huskies           |
| 7      | Kalani Brown        | Stati Uniti | Los Angeles Sparks | Baylor Bears            |
| 8      | Alanna Smith        | Australia   | Phoenix Mercury    | Stanford Cardinal       |
| 9      | Kristine Anigwe     | Stati Uniti | Connecticut Sun    | Calif. G. Bears         |
| 10     | Kiara Leslie        | Stati Uniti | Washington Mystics | NCSU Wolfpack           |
| 11     | Brianna Turner      | Stati Uniti | Atlanta Dream      | N. Dame F. Irish        |
| 12     | Ezi Magbegor        | Australia   | Seattle Storm      | Melbourne Boomers       |

## Secondo giro
| Scelta | Giocatrice        | Nazionalità | Squadra WNBA                                 | College/Squadra di club |
| ------ | ----------------- | ----------- | -------------------------------------------- | ----------------------- |
| 13     | Sophie Cunningham | Stati Uniti | Phoenix Mercury (da Indiana via Las Vegas)   | Missouri Tigers         |
| 14     | Han Xu            | Cina        | New York Liberty                             | Xinjiang M. Deer        |
| 15     | Chloe Jackson     | Stati Uniti | Chicago Sky                                  | Baylor Bears            |
| 16     | Jessica Shepard   | Stati Uniti | Minnesota Lynx (da Las Vegas)                | N. Dame F. Irish        |
| 17     | Megan Gustafson   | Stati Uniti | Dallas Wings                                 | Iowa Hawkeyes           |
| 18     | Natisha Hiedeman  | Stati Uniti | Minnesota Lynx                               | Marquette G. Eagles     |
| 19     | Marina Mabrey     | Stati Uniti | Los Angeles Sparks                           | N. Dame F. Irish        |
| 20     | Cierra Dillard    | Stati Uniti | Minnesota Lynx (da Phoenix)                  | Buffalo Bulls           |
| 21     | Bridget Carleton  | Canada      | Connecticut Sun (da Connecticut via Atlanta) | Iowa St. Cyclones       |
| 22     | Kennedy Burke     | Stati Uniti | Dallas Wings (da Washington)                 | UCLA Bruins             |
| 23     | Maite Cazorla     | Spagna      | Atlanta Dream                                | Oregon Ducks            |
| 24     | Anriel Howard     | Stati Uniti | Seattle Storm                                | MSU Bulldogs            |

## Terzo giro
| Scelta | Giocatrice        | Nazionalità | Squadra WNBA                 | College/Squadra di club |
| ------ | ----------------- | ----------- | ---------------------------- | ----------------------- |
| 25     | Paris Kea         | Stati Uniti | Indiana Fever                | N. Carol. Tar Heels     |
| 26     | Megan Huff        | Stati Uniti | New York Liberty             | Utah Utes               |
| 27     | María Conde       | Spagna      | Chicago Sky                  | Wisła Cracovia          |
| 28     | Caliya Robinson   | Stati Uniti | Indiana Fever (da Las Vegas) | DePaul B. Demons        |
| 29     | Morgan Bertsch    | Stati Uniti | Dallas Wings                 | UC Davis Aggies         |
| 30     | Kenisha Bell      | Stati Uniti | Minnesota Lynx               | Minnesota Gophers       |
| 31     | Ángela Salvadores | Spagna      | Los Angeles Sparks           | Ensino Lugo C.B.        |
| 32     | Arica Carter      | Stati Uniti | Phoenix Mercury              | Louisville Cardinals    |
| 33     | Regan Magarity    | Svezia      | Connecticut Sun              | Virginia Tech Hokies    |
| 34     | Sam Fuehring      | Stati Uniti | Washington Mystics           | Louisville Cardinals    |
| 35     | Li Yueru          | Cina        | Atlanta Dream                | Guangdong V. Birds      |
| 36     | Macy Miller       | Stati Uniti | Seattle Storm                | SDSU Jackrabbits        |